# Neotrygon picta
Espèce
Statut de conservation UICN

 LC  : Préoccupation mineure
Neotrygon picta est une espèce de raie de la famille Dasyatidae. Ce poisson originaire des eaux peu profondes des côtes septentrionales de l'Australie atteint une largeur de 32 cm. Le disque pectoral de l'espèce adopte une forme de diamant : une rangée de minuscules épines court le long de la surface dorsale ; une courte queue semblable à un fouet se trouve à l'arrière du corps. La surface supérieure de la raie varie du jaune clair au marron, elle est constellée de points noirs et d'entrelacs bruns.
N. picta est un poisson benthique qui préfère les habitats fournissant un substrat meuble. Ce prédateur se nourrit principalement de crustacés (des crevettes en particulier) et de polychètes. Vivipare, la femelle met au monde un à trois petits par portée.